# Pekan Iisakin saari
Pekan Iisakin saari, nordsamiska: Piäksáásuálui, är en ö i Finland. Den ligger i sjön Paatari och i kommunen Enare i den ekonomiska regionen Norra Lappland och landskapet Lappland, i den norra delen av landet, 1 000 km norr om huvudstaden Helsingfors. Öns area är 1,5 hektar och dess största längd är 200 meter i sydväst-nordöstlig riktning.